# Casa des de Magí
La Casa des de Magí és un habitatge de Gessa al municipi de Naut Aran (Vall d'Aran) que forma part de l'Inventari del Patrimoni Arquitectònic de Catalunya.

## Descripció
Porta de corral, potser d'una casa més vella. Aquesta està feta de pedra bona, ben tallada. Els brancals porten un arc en forma de mitja lluna. Les dovelles inferiors presenten una forma piramidal que reposen a un esglaó d'entrada. Ens trobem amb part de les restes de la porta de fusta força deteriorada. No hi ha cap mena de decoració ni escrits. Aquesta porta té 2,16 metres d'alçada i 1,74 metres d'amplada.
A la borda que depenia de la cada de Magí, situat al davant, ens trobem amb un finestró de pedra ben tallada pels quatre cantons. Aquesta presenta, un pam més avall, un forat de bala produït pel tret d'un fusell. Aquesta pedra situada a la part inferior del finestró sobresurt, formant part de la cornisa, i està tallada en angle agut als seus extrems. Els costats porten un xamfrà sense la part de sota. La llinda, també xamfrà, està tallada en un angle força agut, amb una punta allargada al mig.